# Спинов, Юрий Георгиевич
Спинов Юрий Георгиевич (англ. Yuri Spinov; род. 12 ноября 1962, Одесса) — украинский пауэрлифтер, тренер. Автор 47-ми рекордов Украины, в т. ч. двух не побитых рекордов в приседаниях со штангой 435 кг (1992 г.) и становой тяге 385 кг (1992 г.) в категории свыше 125 кг, 13-ти кратный чемпион Украины, чемпион Европы (1995 г., 1996 г.), чемпион мира (1995 г., 1996 г.), чемпион США (1996 г.) Первый человек на просторах бывшего СССР собравший 1000 кг в сумме силового троеборья (1994 г.).